# تاکرتون، نیوجرسی
تاکرتون (به انگلیسی: Tuckerton) شهری در ایالت نیوجرسی کشور ایالات متحده آمریکا است که جمعیت آن در سرشماری سال ۲۰۱۰ میلادی، ۳٬۳۴۷ نفر بوده‌است.